# KK Beovuk 72
El Košarkaški klub Beovuk 72 (en cirílico Кошаркашки клуб Беовук 72), conocido popularmente como KK Beovuk 72, es un club de baloncesto con sede en la ciudad de Belgrado. Fue fundado en 1972. Actualmente participa en la máxima categoría del baloncesto serbio, la Košarkaška Liga Srbije.

## Historia
El club fue fundado en 1972 con el nombre de KK Tašmajdan, en la ciudad de Belgrado. Desde 1994 el club cambió de denominación y continúa compitiendo bajo el nombre de Beovuk 72. Desde su inicio, el club compite en competiciones oficiales bajo los auspicios de la Federación de Baloncesto de Yugoslavia, la Unión de Baloncesto de Serbia y la Asociación de Baloncesto de Belgrado.
Desde la fundación, el club ha estado trabajando con todas las categorías de edad. A lo largo de su historia, las categorías más jóvenes de clubes han ganado más de 50 medallas en campeonatos nacionales, lo que hace que el club fuera uno de los más talentosos en la ex Yugoslavia.

## Jugadores

### Jugadores históricos
1990s
- Ognjen Aškrabić
- Dejan Milojević
- Predrag Savović

2000s
- Luka Bogdanović (categorías inferiores)
- Vladimir Štimac
- Nikola Bulatović

2010s
- Stefan Fundić